# Markus Heer
Markus Heer (* 17. September 1976 in Glarus; heimatberechtigt in Glarus) ist ein Schweizer Politiker (SP), Regierungsrat und ehemaliger Richter im Kanton Glarus.

## Werdegang
Markus Heer wuchs in Glarus auf, lebt aber mittlerweile mit seiner Familie in Niederurnen. Nach dem Besuch der Primar- und der Kantonsschule in Glarus studierte er 1996 bis 2002 an der Universität Zürich Rechtswissenschaften. Anschliessend war er weiter dort tätig. 2005 promovierte er zum Dr. iur. Anschliessend war er als Gerichtsschreiber am Verwaltungsgericht Zürich tätig, bis ihn die Glarner Landsgemeinde 2011 zum Präsidenten des Glarner Verwaltungsgerichts wählte. Dieses präsidierte er bis 2021.

## Politische Tätigkeit
Markus Heer wurde am 21. März 2021 zum Regierungsrat des Kantons Glarus gewählt. Er gewann gegen den Kandidaten der Mitte, Jürg Feldmann. Im ersten Wahlgang hatte er noch knapp hinter diesem gelegen. Die SP des Kantons Glarus war damit wieder in der Glarner Regierung vertreten, nachdem sie den Sitz 2014 verloren hatte. Heer wurde am 13. Februar 2022 für eine vierjährige Amtszeit wiedergewählt.
Heer steht dem Departement Bildung und Kultur vor. Er gilt als gemässigt linker Politiker.